# Slovenska republiška liga 1987-1988
La Slovenska republiška nogometna liga 1987./88. (it. "Campionato calcistico della Repubblica di Slovenia 1987-88") fu la quarantesima edizione del campionato della Repubblica Socialista di Slovenia. Era uno dei gironi delle Republičke lige 1987-1988, terzo livello della piramide calcistica jugoslava.
Questa fu l'ultima edizione delle 8 leghe repubblicane come terzo livello, dalla stagione successiva ci furono le 4 Međurepubličke lige (Leghe inter-repubblicane), mentre la Slovenska republiška liga scese al quarto gradino.

Il campionato venne vinto dal Koper, al suo secondo titolo nella slovenia repubblicana.

Questo successo diede ai giallo-blu l'accesso agli spareggi per la promozione in Druga Liga 1988-1989.
Alla Slovenia vennero assegnati 4 posti per la Međurepublička liga Zapad ("Lega inter-repubblicana Ovest"), ma due squadre, ŽNK Lubiana e Domžale, rifiutarono perché non disponevano dei 400milioni di dinari necessari per il nuovo torneo. I loro posti andarono a Rudar Trbovlje e Slovan Lubiana, le società che seguivano in classifica.
Il capocannoniere del torneo fu Jani Žlak, del Rudar Trbovlje, con 17 reti.

## Squadre partecipanti
| Squadra    | Città           | Stagione 1986-87 | Stagione 1986-87   |
| Squadra    | Città           | Pos.             | Divisione          |
| ---------- | --------------- | ---------------- | ------------------ |
| Maribor    | Maribor         | 16°              | Druga liga Ovest   |
| Koper      | Capodistria     | 2°               | Slovenska liga     |
| Slovan     | Lubiana         | 3°               | Slovenska liga     |
| ŽNK        | Lubiana         | 4°               | Slovenska liga     |
| Mura       | Murska Sobota   | 5º               | Slovenska liga     |
| Elkroj     | Mozirje         | 6°               | Slovenska liga     |
| Rudar (Ve) | Velenje         | 7°               | Slovenska liga     |
| Rudar (Tr) | Trbovlje        | 8º               | Slovenska liga     |
| Kladivar   | Celje           | 9°               | Slovenska liga     |
| Triglav    | Kranj           | 10°              | Slovenska liga     |
| Vozila     | Nova Gorica     | 11°              | Slovenska liga     |
| Domžale    | Domžale         | 12°              | Slovenska liga     |
| Izola      | Isola d'Istria  | 1°               | Območna liga Ovest |
| Steklar    | Rogaška Slatina | 1°               | Območna liga Est   |

## Classifica
|                      | Pos. | Squadra        | Pt | G  | V  | N  | P  | GF | GS | DR  |
| -------------------- | ---- | -------------- | -- | -- | -- | -- | -- | -- | -- | --- |
|                      | 1.   | Koper          | 42 | 26 | 18 | 6  | 2  | 45 | 15 | +30 |
|                      | 2.   | Maribor        | 38 | 26 | 16 | 6  | 4  | 38 | 16 | +22 |
|                      | 3.   | ŽNK Lubiana    | 34 | 26 | 13 | 8  | 5  | 43 | 24 | +19 |
|                      | 4.   | Rudar Trbovlje | 31 | 26 | 10 | 11 | 5  | 32 | 23 | +9  |
|                      | 5.   | Domžale        | 27 | 26 | 8  | 11 | 7  | 27 | 26 | +1  |
|                      | 6.   | Slovan Lubiana | 26 | 26 | 8  | 10 | 8  | 35 | 30 | +5  |
|                      | 7.   | Vozila         | 26 | 26 | 10 | 6  | 10 | 34 | 32 | +2  |
|                      | 8.   | Mura           | 26 | 26 | 10 | 6  | 10 | 36 | 36 | 0   |
|                      | 9.   | Rudar Velenje  | 26 | 26 | 8  | 10 | 8  | 31 | 31 | 0   |
|                      | 10.  | Kladivar Celje | 24 | 26 | 7  | 10 | 9  | 36 | 31 | +5  |
|                      | 11.  | Izola          | 19 | 26 | 6  | 7  | 13 | 25 | 39 | −14 |
|                      | 12.  | Elkroj Mozirje | 18 | 26 | 5  | 8  | 13 | 27 | 37 | −10 |
|                      | 13.  | Triglav        | 14 | 26 | 3  | 8  | 15 | 22 | 43 | −21 |
|                      | 14.  | Steklar        | 13 | 26 | 2  | 9  | 15 | 20 | 58 | −38 |
| Fonte: nkmaribor.com |      |                |    |    |    |    |    |    |    |     |

Legenda:
   Ammesso agli spareggi per la promozione in Druga Liga 1988-1989
      Promosso in Druga Liga 1988-1989.
      Ammesso alla 3. liga Ovest 1988-1989
      Retrocesso nella divisione inferiore.
Note:
Due punti a vittoria, uno a pareggio, zero a sconfitta.

## Spareggi-promozione
Le vincitrici delle 8 Leghe repubblicane si sfidarono per due posti nella Druga Liga 1988-1989 a girone unico. Il campione della Slovenia venne inserito nel gruppo Ovest.
| Vincitrici delle Leghe repubblicane 1987-88 |               |                    |                    |                 |             |            |            |
| Slovenia                                    | Croazia       | Bosnia Erzegovina  | Voivodina          | Serbia Centrale | Kosovo      | Montenegro | Macedonia  |
| - Koper                                     | - NK Zagabria | - Radnik Bijeljina | - Bačka B. Palanka | - Zemun         | - FK Trepča | - Bokelj   | - Belasica |

| Squadra 1        | Totale | Squadra 2        | Andata | Ritorno |
| ---------------- | ------ | ---------------- | ------ | ------- |
| GRUPPO OVEST     |        |                  |        |         |
| Semifinali       |        |                  |        |         |
| Koper            | 2−1    | Radnik Bijeljina | 2−0    | 0−1     |
| Bačka B. Palanka | 1−0    | NK Zagabria      | 1−0    | 0−0     |
| Finale           |        |                  |        |         |
| Bačka B. Palanka | 2−1    | Koper            | 1−1    | 1−0     |

## Divisione inferiore
| Girone                                                                  | Vincitore       | 2º posto       | 3º posto |
| ----------------------------------------------------------------------- | --------------- | -------------- | -------- |
| Območna liga Ovest                                                      | Stol Kamnik     | Svoboda        | Medvode  |
| Območna liga Est                                                        | Kovinar Maribor | Partizan Žalec | Pohorje  |
| In grassetto le squadre promosse in Slovenska republiška liga 1988-1989 |                 |                |          |